# Нарай
Нарай (тайск. นารายณ์ 16 февраля 1633 — 11 июля 1688) или Раматхибоди III (รามาธิบดีที่ 3) или Раматхибоди Си Санпхет (รามาธิบดีศรีสรรเพชญ) — король Аютии с 1656 по 1688 гг.
Его правление ознаменовалось многими торговыми и дипломатическими соглашениями с другими странами, включая Персию и Европу. Нарай дал своему фавориту, греческому путешественнику Константину Фалкону, исключительные полномочия, так что Фалкон практически стал соправителем государства. Благодаря планам Фалкона, у Сиама появились близкие дипломатические связи со двором короля Людовика XIV, и французские солдаты и миссионеры наполнили сиамскую аристократию. Доминирование французских официальных лиц привело к стычкам между ними и коренными тайцами, что привело к революции 1688 года, длившейся до конца правления Нарая. Вехами правления Нарая были также Бирманское вторжение 1662—1664 годов, разрушение независимого портового города в Султанате Синггора (1605—1680) и Сиамо-Английская война (1687).
Появление многочисленных мигрантов от французских иезуитов до персидских посланцев дало историкам богатый источник информации об Аютии, её войнах и придворной жизни в XVII веке, которая не пережила полное разрушение столицы в 1767 году.